# Scream (Pretty Maids)
Scream è il sesto album in studio dei Pretty Maids, uscito nel 1994 per l'Etichetta discografica Massacre Records.

## Tracce
1. Rise – 4:34
2. Scream – 4:34
3. Psycho-Time-Bomb-Planet-Earth – 3:45
4. This Love – 4:38
5. Walk Away – 4:52
6. No Messiah – 4:06
7. In A World Of Your Own – 5:04
8. Don't Turn Your Sex On Me – 3:58
9. Adrenalin Junkie – 4:52
10. Anytime Anywhere – 5:00

## Formazione

### Gruppo
- Ronnie Atkins – voce
- Ken Hammer - chitarra elettrica e acustica, cori
- Kenn Jackson - basso, cori
- Michael Fast – batteria, percussioni, cori

### Altri musicisti
- Dominic Gale - piano
- Alan Owen - tastiere